# 246803 Martinezpatrick
246803 Martinezpatrick è un asteroide della fascia principale. Scoperto nel 2009, presenta un'orbita caratterizzata da un semiasse maggiore pari a 3,1813220 au e da un'eccentricità di 0,1463497, inclinata di 22,74692° rispetto all'eclittica.